# Blönduósbær
Blönduósbær är en kommun i regionen Norðurland vestra på nordvästra Island. Kommunen har 950 invånare (2021) på en yta av 183 km².

## Bilder

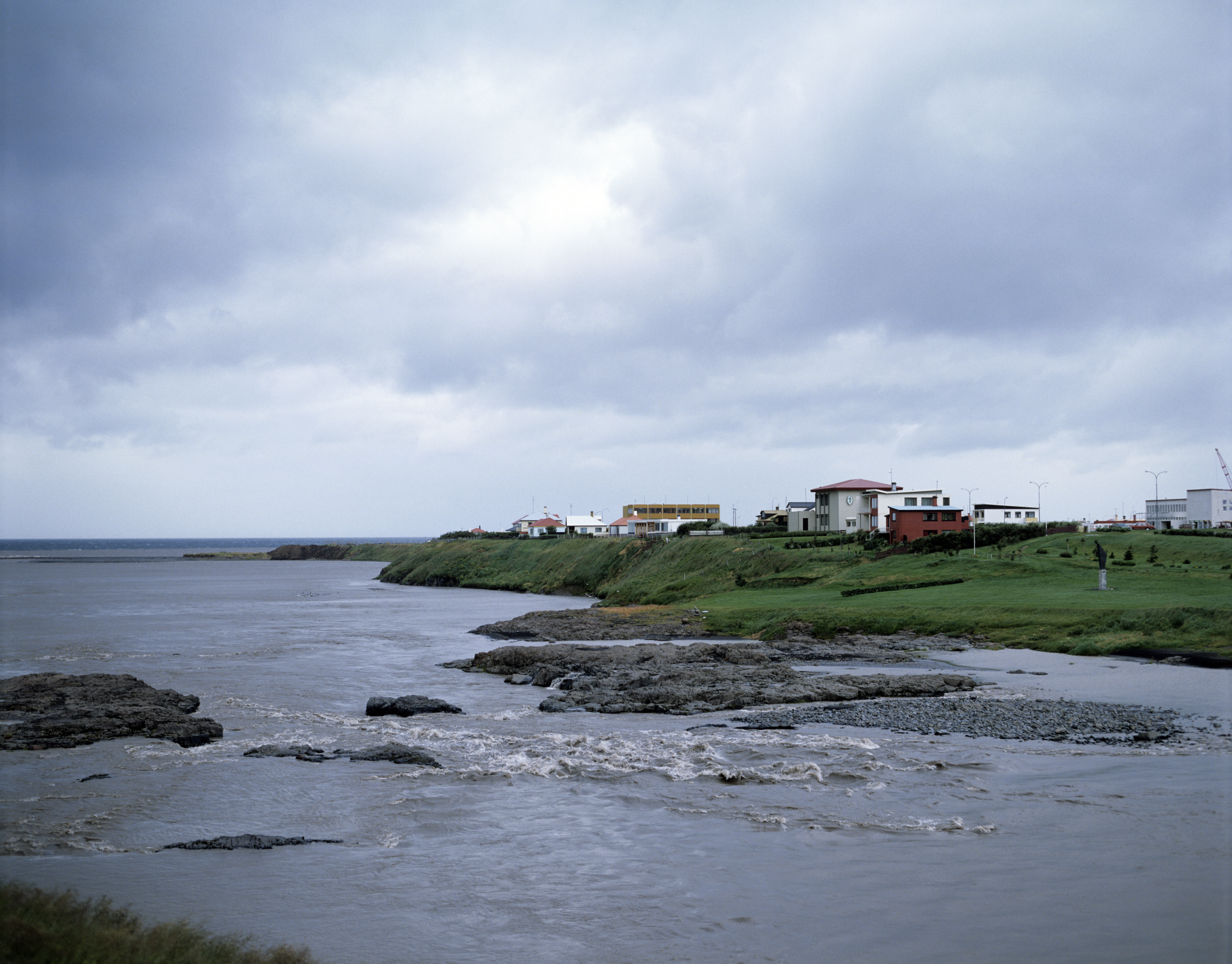
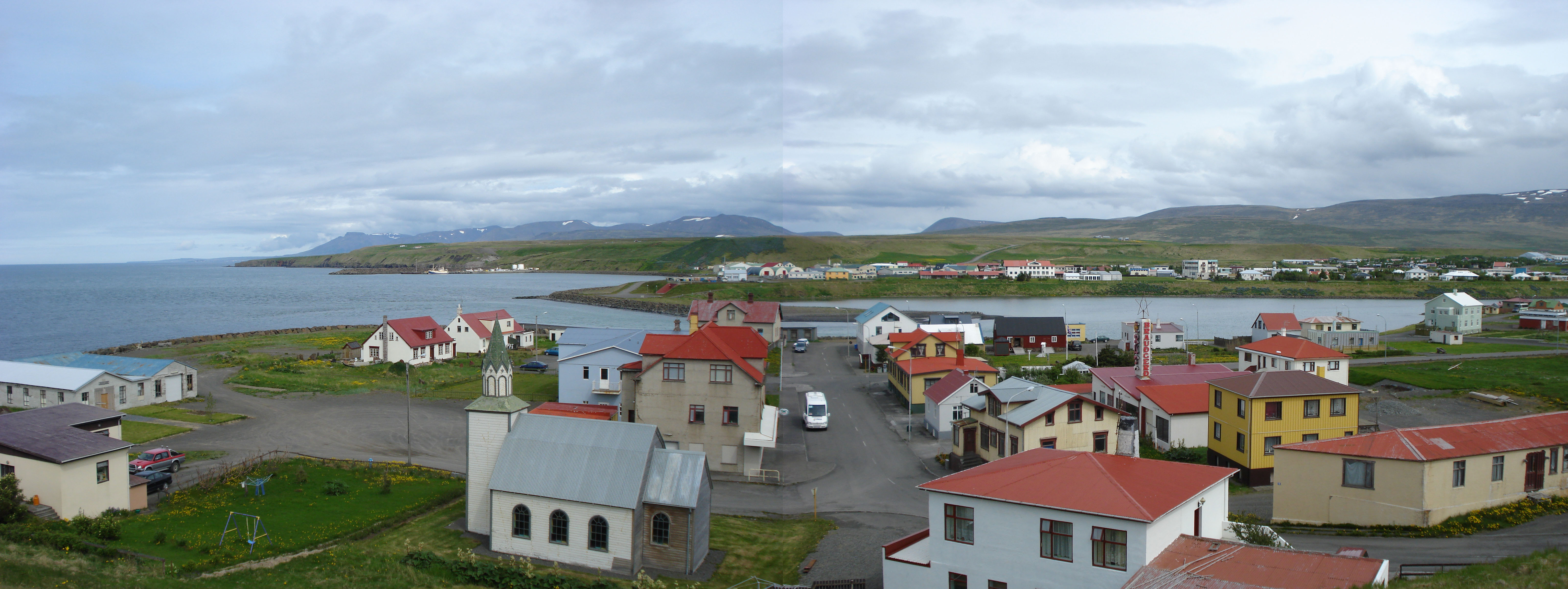
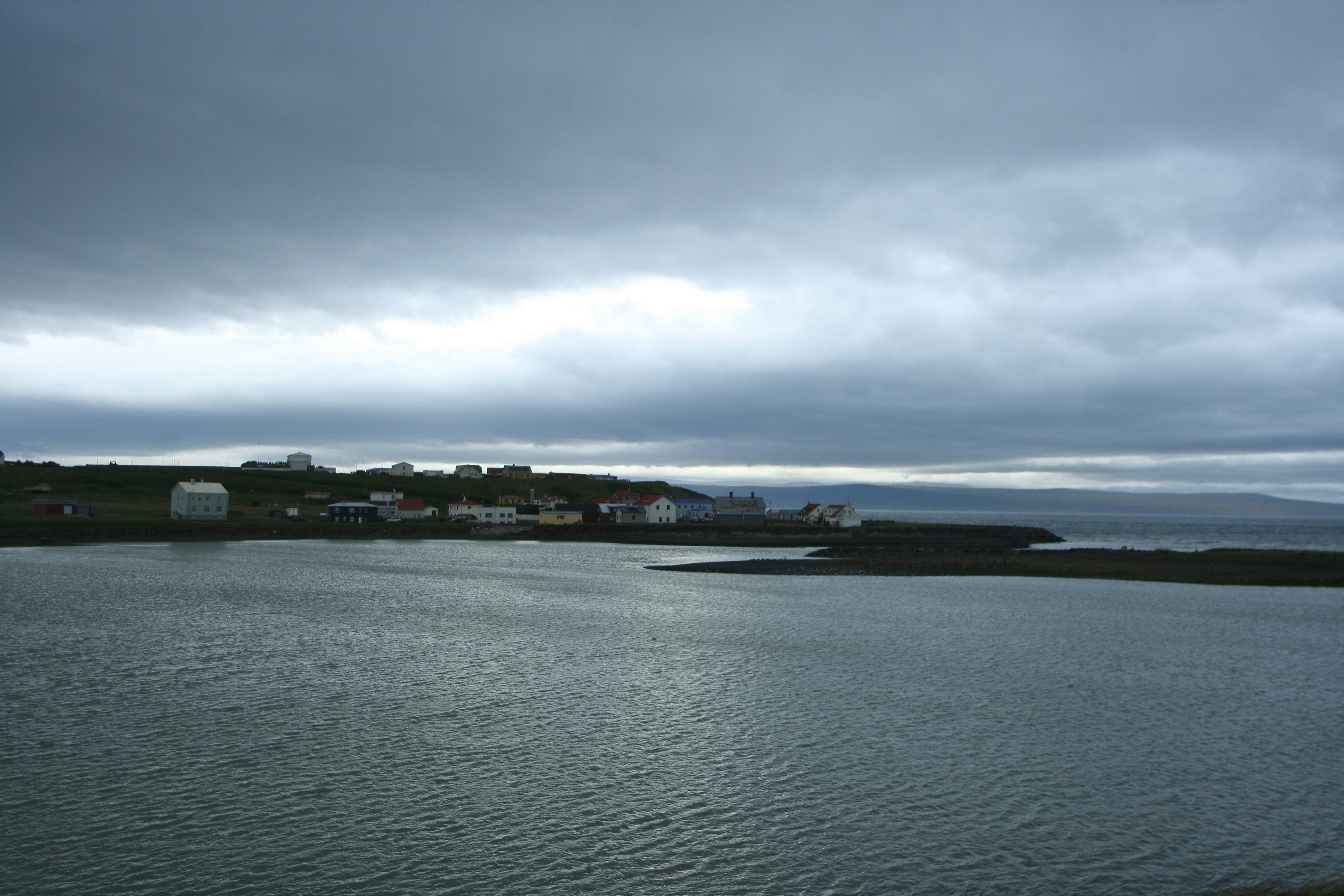